# 社旗山陕会馆
山陕会馆是清乾隆二十一年(1756年)至光绪十八年（1892年）由清代旅居社旗县赊店镇的山西、陕西富商们出资建造，又名“山陕同乡会馆”。历时136年，坐北向南，南北长195.2米，东西宽34.4--44.2米，占地面积10000多平方米，建筑面积6000多平方米，在全国现存80余座会馆类古建筑群中规模最为宏伟、保存最为完好、建筑装饰工艺最为精湛、商业文化内涵最为丰富，1988年列为全国重点文物保护单位，现为国家AAAA级景区。